# Арсенал Сенявских
Арсенал Сеня́вских — здание во Львове (Украина). Расположено на ул. Библиотечной, 2; один из фасадов выходит на улицу Дорошенко.
Здание арсенала Сенявских было построено по проекту военного инженера Павла Гродзицкого возле костёла Святой Марии Магдалены, поскольку захват костёла, находящегося за стенами города угрожал бы безопасности последнего. Арсенал стал опорным пунктом во внешнем кольце укреплений Львова. В конце XVII века арсенал перед шведским наступлением перенесли в резиденцию Сенявских в Старом Селе, а само строение перешло к Чарторийским. В 1830—1840-х здание было перестроено под музей Баворовских по проекту архитектора И. Хамбреза в духе бидермаеровского классицизма. Внимание архитектора было сосредоточено на восточном фасаде, оформленном трёхугольным фронтоном и балконом на тосканских колоннах. Скульптуры на фасаде и в интерьере принадлежат И. Шимзеру. В нижнем фронтоне помещена скульптура лежащего коня, а балкон украшен рельефами с изображениями орлов, которые держат гирлянды цветов. Здание арсенала Сенявских кирпичное, оштукатуренное, прямоугольное в плане, двухэтажное, с цокольным этажом, облицованным штукатуркой в виде имитации бутовой кладки. Увенчано дорическим фризом, боковой фасад декорирован скульптурой.
В здании в советское время размещался кабинет искусств Научной библиотеки им. В. Стефаника. 
В 2006-м году была завершена реставрация здания на средства меценатов и теперь здесь расположен Выставочный зал имени Емельяна и Татьяны Антоновичей Львовского дворца искусств и Научной библиотеки им. В. Стефаника.